# Маллет (лунный кратер)
Кратер Маллет (лат. Mallet) — большой ударный кратер в юго-восточной материковой области видимой стороны Луны. Название присвоено в честь ирландского геофизика и сейсмолога Роберта Маллета (1810—1881) и утверждено Международным астрономическим союзом в 1935 г.

## Описание кратера
Ближайшими соседями кратера являются кратер Жансен на западе; кратер Юнг на севере-северо-западе; кратер Вега на востоке; кратер Реймерс на юго-востоке и кратер Штейнхейль на западе-юго-западе. Селенографические координаты центра кратера 45°25′ с. ш. 54°03′ в. д. / 45,41° с. ш. 54,05° в. д., диаметр 58,9 км, глубина 4920 м.
Кратер Маллет имеет полигональную форму и значительно разрушен, южная часть кратера перекрыта сателлитным кратером Маллет A (см. ниже). Вал сглажен, северо-восточную часть вала перекрывает долина Рейта. Высота вала над окружающей местностью достигает 1190 м, объём кратера составляет приблизительно 2800 км³.  Дно чаши пересеченное, со множеством маленьких кратеров.

## Сателлитные кратеры
| Маллет | Координаты                                            | Диаметр, км |
| ------ | ----------------------------------------------------- | ----------- |
| A      | 45°59′ ю. ш. 53°59′ в. д. / 45,99° ю. ш. 53,98° в. д. | 28,2        |
| B      | 46°43′ ю. ш. 52°10′ в. д. / 46,71° ю. ш. 52,17° в. д. | 32,0        |
| C      | 44°01′ ю. ш. 53°54′ в. д. / 44,02° ю. ш. 53,9° в. д.  | 34,8        |
| D      | 46°05′ ю. ш. 56°54′ в. д. / 46,09° ю. ш. 56,9° в. д.  | 41,3        |
| E      | 45°04′ ю. ш. 54°20′ в. д. / 45,07° ю. ш. 54,33° в. д. | 4,5         |
| J      | 48°47′ ю. ш. 55°59′ в. д. / 48,79° ю. ш. 55,99° в. д. | 55,9        |
| K      | 47°37′ ю. ш. 57°09′ в. д. / 47,62° ю. ш. 57,15° в. д. | 42,7        |
| L      | 47°50′ ю. ш. 55°29′ в. д. / 47,83° ю. ш. 55,48° в. д. | 13,0        |

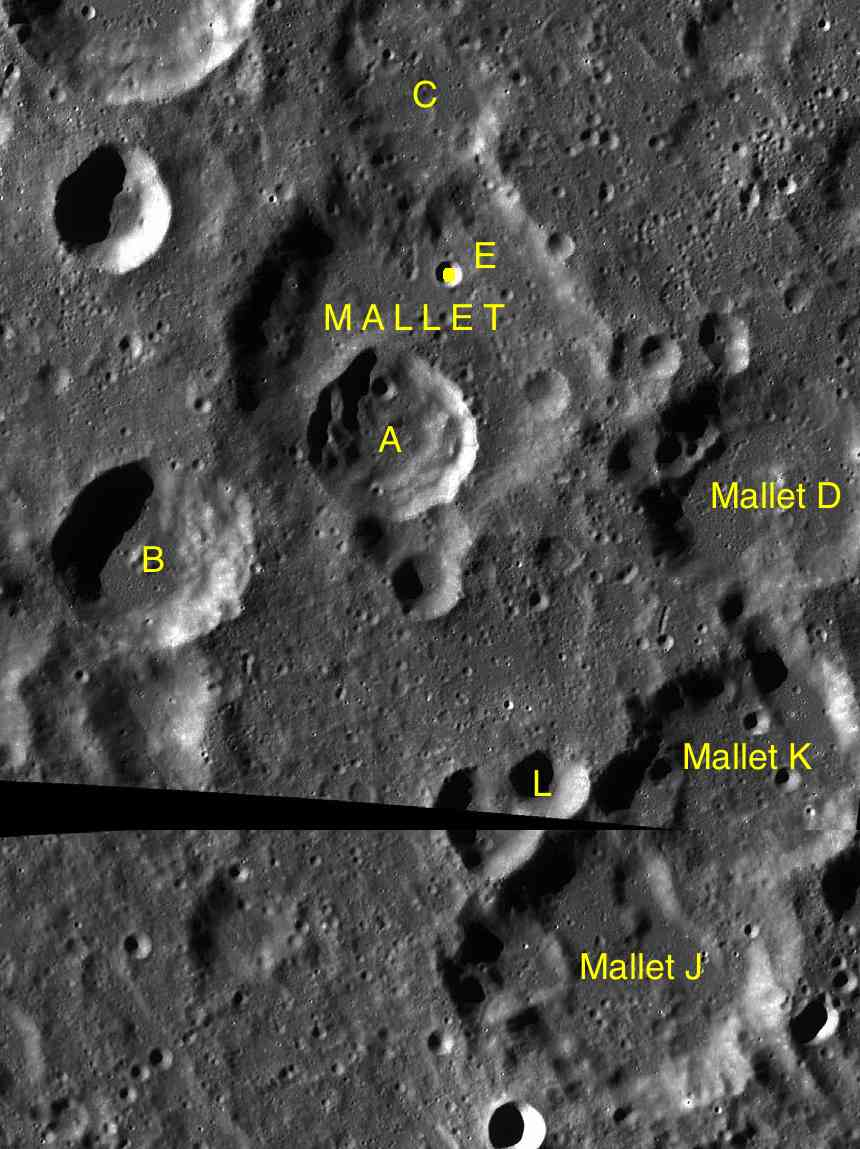
Фрагменты карт LAC-114, LAC-128.

- Образование сателлитного кратера Маллет B относится к нектарскому периоду[4].